# Haurakia gilva
Haurakia gilva is een slakkensoort uit de familie van de Rissoidae. De wetenschappelijke naam van de soort is voor het eerst geldig gepubliceerd in 1932 door Turton.